# Schloss Reinleiten

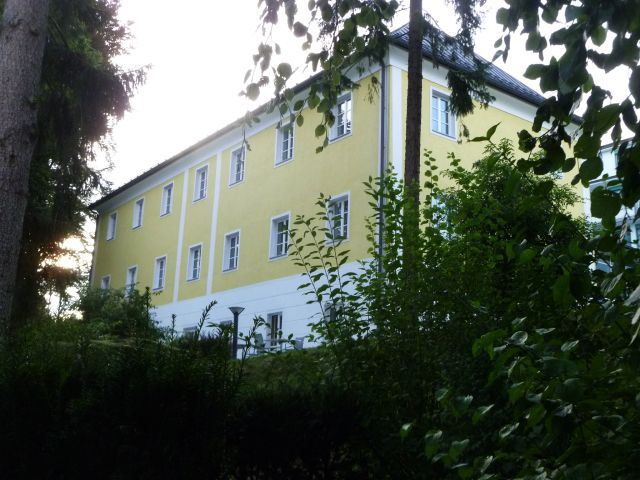
Schloss Reinleiten in Grieskirchen

Das Schloss Reinleiten wurde um 1600 erbaut und befindet sich in der oberösterreichischen Stadt Grieskirchen.

## Geschichte
Vor der Erbauung dieses Edelsitzes befand sich hier ein Bauernhof, 1592 wird ein Röringer in der Leiten als Besitzer genannt. Der Edelsitz wurde durch die Polheimer von Parz erbaut. Bereits 1627 wurde Schloss Reinleiten an Rudolf von Sprinzenstein verpfändet. 1651 verkaufte Graf Adrian Ankevoirt das Schloss dem Grafen David Ungnad von Weissenwolff. 1720 wurde das Schlösschen zu einem adeligen Ansitz erhoben.
Das zweigeschoßige Schloss besaß früher ein steiles Satteldach und einen aus dem Mauerverbund hervorspringenden Turm mit einer sechseckigen Pyramide als Bedachung. Der Zugang zum Schloss erfolgte durch diesen Turm. Der Dachboden des Gebäudes wurde durch Ochsenaugen erhellt.
Unter der Regierung von Kaiser Franz Josef I. wurde das Schloss 1912 in ein Krankenhaus umgewandelt. Das Krankenhaus in Grieskirchen wurde 2008 mit dem Krankenhaus Wels zusammengelegt.

## Schloss Reinleiten heute
Das ehemalige Schloss wird am Krankenhaus-Standort Grieskirchen als Wirtschaftsgebäude verwendet. Das Klinikum Wels-Grieskirchen wird von den Orden der Barmherzigen Schwestern vom heiligen Kreuz und der Franziskanerinnen von Vöcklabruck getragen. 